# 莱马永
莱马永（法語：Les Mayons，法語發音：[le majɔ̃]）是法国普罗旺斯-阿尔卑斯-蓝色海岸大区瓦尔省的一个市镇，属于德拉吉尼昂区。

## 地理
莱马永（43°18'46"N, 6°21'29"E）面积28.86 平方千米，位于法国普罗旺斯-阿尔卑斯-蓝色海岸大区瓦尔省，该省份为法国东南部沿海省份，北起上普罗旺斯阿尔卑斯省，西北角与沃克吕兹省接壤，西接罗讷河口省，南濒地中海，东临滨海阿尔卑斯省。
与莱马永接壤的市镇（或旧市镇、城区）包括：勒卡内德莫尔、科洛布里耶尔、拉加尔德弗雷内、贡法龙、勒吕克。

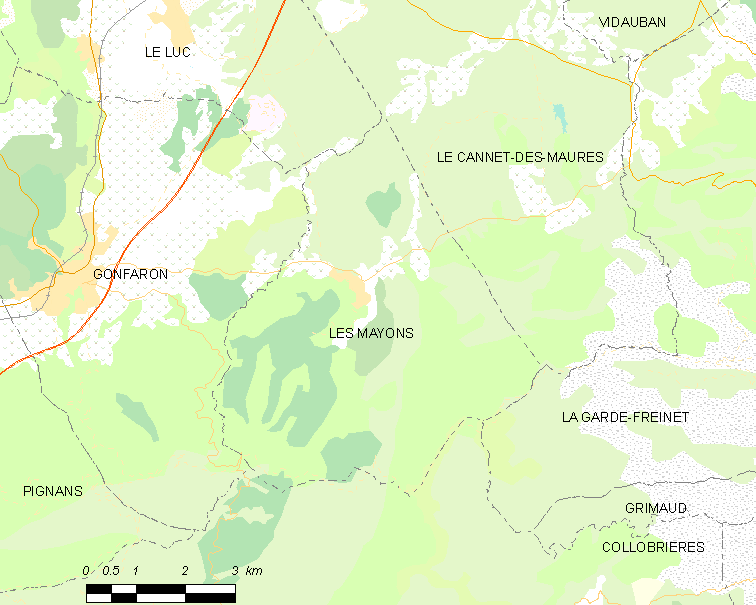
莱马永的OSM定位图

莱马永的时区为UTC+01:00、UTC+02:00（夏令时）。

## 行政
莱马永的邮政编码为83340，INSEE市镇编码为83075。

## 政治
莱马永所属的省级选区为勒吕克县。

## 人口

1962-2008年间莱马永人口变化图示

莱马永于2022年1月1日时的人口数量为625人。